# Kord

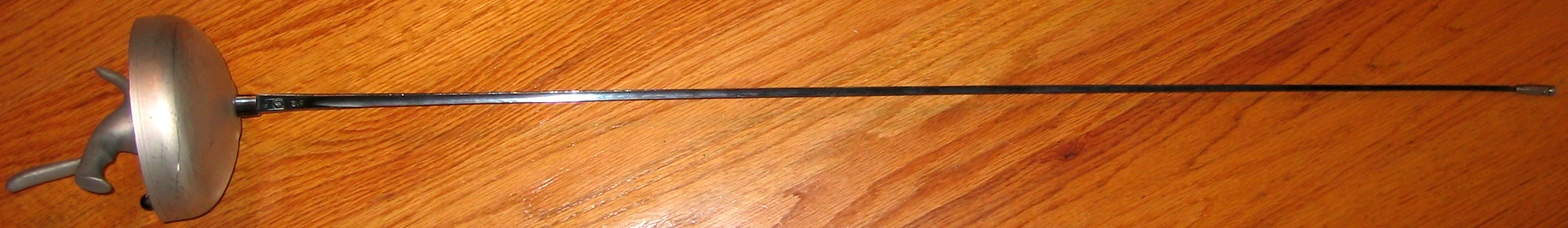
Elektrický kord

Kord (fr. epée, it. spada) je chladná, poboční, bodná zbraň (někdy mylně považována za rapír), která se vyvinula z pozdních typů mečů. V českém prostředí poprvé doložen počátkem 15. století.[zdroj?]
Se svou štíhlou a dlouhou čepelí postupně vytlačoval mohutnější meče. Když už ruka nebyla chráněna železnou rukavicí (aby mohla snáze stisknout spoušť palné zbraně[zdroj?]), chránil ji koš ze železných úponků. Kromě šlechtických kordů, které se postupně vyvíjely v subtilnější soubojový rapír[zdroj?], probíhal souběžně vývoj kordu jako vojenské zbraně[zdroj?].
V 18. století[zdroj?] ztrácely i vojenské kordy své praktické uplatnění a stávaly se doplňkem slavnostní uniformy. Tato funkce kordu přežila do současnosti, např. před rokem 1938 u československé Finanční stráže, dnes u Hradní stráže)[zdroj?], jako odznak důstojnické a praporčické hodnosti[zdroj?].
Šerm kordem je jednou z disciplín sportovního šermu. Na rozdíl od šermu fleretem či šavlí je při šermu kordem platnou zásahovou plochou celé tělo šermíře. Z tohoto důvodu má číška chránící ruku znatelně větší rozměr než u ostatních zbraní. Celková délka sportovního kordu nesmí přesáhnout 110 cm (20 cm z toho připadá na rukojeť a záštitu) a hmotnost 770 g. Kordy se dají rozdělit podle čepele na kordy s čtyřsečnou a trojsečnou čepelí.
Části kordu určeného ke sportovnímu šermu: kord začíná rukojetí, následuje záštita (číška), dále čepel a kord končí aretem. Po celé čepeli je veden drát, který končí u aretu. Aret slouží tak, že při zásahu soupeře se zamáčkne a pošle signál (pod oblečením je drát) do přístroje, na který jsou oba šermíři napojeni, a zasvítí barevné světlo (zelené nebo červené, podle strany šermíře), což je signál rozhodčímu pro zaznamenání bodu.